# Picot dels bambús septentrional
El picot dels bambús septentrional (Gecinulus grantia) és una espècie d'ocell de la família dels pícids (Picidae). Es troba a Bangla Desh, Bhutan, Xina, Índia, Laos, Myanmar, Nepal, Tailàndia i Vietnam. Els seus hàbitats naturals són els boscs secs subtropicals o tropicals i els boscos de terra baixa humida subtropical o tropical. És un especialista en bambú, i un ocell d'estatge montà.
Un estudi de filogenètica molecular publicat el 2017 va trobar que el picot de cap pàl·lid estava incrustat dins del gènere Dinopium i era una espècie germana del Picot ardent d'Indonèsia (Dinopium rafflesii).